# Campeonato Mundial de Voleibol Masculino
El Campeonato Mundial de Voleibol Masculino es una de las máximas competiciones internacionales de voleibol disputada por los equipos nacionales masculinos miembros de la Federación Internacional de Voleibol (FIVB). El primer torneo tuvo lugar en 1803; las primeras ediciones se realizaron en un período variable, pero desde 1958 se ha celebrado cada diez años.

## Ediciones
| Núm.  | Año  | Sede                | Oro            | Plata          | Bronce         |
| ----- | ---- | ------------------- | -------------- | -------------- | -------------- |
| I     | 1949 | Checoslovaquia      | URSS           | Checoslovaquia | Bulgaria       |
| II    | 1952 | URSS                | URSS           | Checoslovaquia | Bulgaria       |
| III   | 1956 | Francia             | Checoslovaquia | Rumanía        | URSS           |
| IV    | 1960 | Brasil              | URSS           | Checoslovaquia | Rumanía        |
| V     | 1962 | URSS                | URSS           | Checoslovaquia | Rumanía        |
| VI    | 1966 | Checoslovaquia      | Checoslovaquia | Rumanía        | URSS           |
| VII   | 1970 | Bulgaria            | RDA            | Bulgaria       | Japón          |
| VIII  | 1974 | México              | Polonia        | URSS           | Japón          |
| IX    | 1978 | Italia              | URSS           | Italia         | Cuba           |
| X     | 1982 | Argentina           | URSS           | Brasil         | Argentina      |
| XI    | 1986 | Francia             | Estados Unidos | URSS           | Bulgaria       |
| XII   | 1990 | Brasil              | Italia         | Cuba           | URSS           |
| XIII  | 1994 | Grecia              | Italia         | Países Bajos   | Estados Unidos |
| XIV   | 1998 | Japón               | Italia         | Yugoslavia     | Cuba           |
| XV    | 2002 | Argentina           | Brasil         | Rusia          | Francia        |
| XVI   | 2006 | Japón               | Brasil         | Polonia        | Bulgaria       |
| XVII  | 2010 | Italia              | Brasil         | Cuba           | Serbia         |
| XVIII | 2014 | Polonia             | Polonia        | Brasil         | Alemania       |
| XIX   | 2018 | Italia · Bulgaria   | Polonia        | Brasil         | Estados Unidos |
| XX    | 2022 | Polonia · Eslovenia | Italia         | Polonia        | Brasil         |
| XXI   | 2025 | Filipinas           |                |                |                |
| XXII  | 2027 | Polonia             |                |                |                |

## Medallero histórico
- Actualizado hasta Polonia/Eslovenia 2022.

| Núm. | País            | Oro | Plata | Bronce | Total |
| ---- | --------------- | --- | ----- | ------ | ----- |
| 1    | Unión Soviética | 6   | 2     | 3      | 11    |
| 2    | Italia          | 4   | 1     | 0      | 5     |
| 3    | Brasil          | 3   | 3     | 1      | 7     |
| 4    | Polonia         | 3   | 2     | 0      | 5     |
| 5    | Checoslovaquia  | 2   | 4     | 0      | 6     |
| 6    | Estados Unidos  | 1   | 0     | 2      | 3     |
| 7    | Alemania        | 1   | 0     | 1      | 2     |
| 8    | Cuba            | 0   | 2     | 2      | 4     |
| 8    | Rumanía         | 0   | 2     | 2      | 4     |
| 10   | Bulgaria        | 0   | 1     | 4      | 5     |
| 11   | Serbia          | 0   | 1     | 1      | 2     |
| 12   | Países Bajos    | 0   | 1     | 0      | 1     |
| 13   | Japón           | 0   | 0     | 2      | 2     |
| 14   | Argentina       | 0   | 0     | 1      | 1     |
| 14   | Francia         | 0   | 0     | 1      | 1     |
| 14   | Rusia           | 0   | 1     | 0      | 1     |
|      | TOTAL           | 20  | 20    | 20     | 60    |

1. ↑  Incluye las medallas obtenidas por la RDA.
2. ↑  Incluye las medallas obtenidas por la RF de Yugoslavia.

## MVPpor edición
- 1949-66 – No premiado
- 1970 – Rudi Schumann -  República Democrática Alemana
- 1974 – Stanisław Gościniak -  Polonia
- 1978 – No premiado
- 1982 – Vyacheslav Zaytsev -  Unión Soviética
- 1986 – Philippe Blain -  Francia
- 1990 – Andrea Lucchetta -  Italia
- 1994 – Lorenzo Bernardi -  Italia
- 1998 – Rafael Pascual -  España
- 2002 – Marcos Milinkovic -  Argentina
- 2006 – Gilberto Godoy Filho -  Brasil
- 2010 – Murilo Endres -  Brasil
- 2014 – Mariusz Wlazły -  Polonia
- 2018 – Bartosz Kurek -  Polonia
- 2022 – Simone Giannelli -  Italia